# سانتا ريتا دي كالداس
سانتا ريتا دي كالداس بلدية في ولاية ميناس جرايس في المنطقة الجنوبية الشرقية من البرازيل.